# Aylwin (film)
Aylwin er en britisk stumfilm fra 1920 af Henry Edwards.

## Medvirkende
- Henry Edwards som Hal Aylwin
- Chrissie White som Winifred Wynne
- Gerald Ames som Wilderspin
- Mary Dibley som Sinfi Lovell
- Henry Vibart som Philip Aylwin